# 남원용성초등학교
남원용성초등학교는 대한민국 전북특별자치도 남원시 동충동에 있는 공립 초등학교이다.

## 학교 연혁
1896년 남원향교 건물을 쓰다가 1906년(광무 10년) 용성관 건물로 옮겼다. 지금도 용성관 자리를 그대로 쓰고 있으며 용성관에 남아있는 석물을 계단으로 쓰고 있다.
- 1896년 9월 17일 남원군 공립소학교 개설[1]
- 1906년 6월 1일 남원공립보통학교로 개설
- 1938년 4월 1일 남원용성공립심상소학교로 개칭[2]
- 1941년 4월 1일 남원용성공립국민학교로 개명[3]
- 1981년 3월 10일 병설유치원 개원
- 1996년 3월 1일 남원용성초등학교로 개명[4]
- 2006년 6월 3일 개교 100주년 기념행사
- 2009년 7월 10일 웅비관(강당) 준공식
- 2016년 3월 1일 제23대 배석기 교장 부임
- 2017년 2월 8일 제107회 졸업식 60명(졸업생수 총 24,012명)

## 학교 상징
- 교화 : 장미 - 그윽한 향기와 같이 이웃을 사랑하고 도우며 항상 아름다운 마음으로 훌륭한 사람이 되자는 뜻을 담고 있다. 아름다운 마음씨를 가지고 건강하고 올바르며 슬기롭게 자라는 어린이상을 나타내는 풍요로운 꽃이다.
- 교목 : 느티나무 - 느티나무는 늠름하고 꿋꿋한 기상과 굳센 저항력으로 많은 열매를 맺는 나무이다. 조화된 질서와 강인한 의지를 보여주며 협동하며 자라나는 용성 어린이를 상징한다.
- 교조 : 까치 - 예로부터 길조로 불리는 새로서 반가운 사람을 반기는 뜻과 함께, 은혜 갚는 까치의 전설을 지니고 있다. 또한 새벽부터 기쁜 소식을 전하는 까치는 부지런한 용성 어린이를 상징한다. 사람들에게 항상 기쁨을 주는 아름답고 고운 마음을 기르자는 의미를 지닌다.

## 소장 문화재
- 용성관 석물 - 전라북도 문화재자료 제104호

## 참고 자료
- 남원용성초등학교 - 한국교육학술정보원 학교알리미